# Strator
Dérivé du latin sternere (« répandre » c.a.d. foin, paille), le terme strator (en grec : στράτωρ) désignait dans l’armée romaine, puis byzantine, une position pouvant se traduire par « écuyer » ou « palefrenier ». 

## Histoire
À l’origine, le strator (terme souvent remplacé dans les textes grecs par son équivalent, hippokomos), désignait un simple soldat aidant l’empereur à monter à cheval. Parmi ses tâches se trouvait celle de s’occuper, ou même d’acheter, les chevaux et de gérer l’écurie,. Dans le Bas-Empire, les stratores de la cour impériale formaient un corps distinct (schola stratorum) dirigé par le comte des écuries (comes stabuli), puis par un domestique des strators. En province, les stratores supérieurs, choisis parmi les centurions, faisaient partie de l’état-major des gouverneurs et avaient sous leurs ordres d’autres stratores de rang subalterne. 
Dans l’Empire byzantin à partir du VIIIe siècle, ce titre correspondit à une dignité honorifique attribuée à des fonctionnaires civils et militaires de moyenne importance, qui (pour les distinguer des véritables écuyers, sous le commandement d’un protostrator (πρωτοστράτωρ) ou « premier strator »,,) furent appelés « stratores du stratorikion [bâton de commandement] impérial ». Cette dignité était le privilège des « hommes barbus » (comprendre « non eunuques ») et était conférée par l’attribution d’un insigne (dia brabeiou axia), dans ce cas un fouet d’or incrusté de pierreries. À l’époque, il s’agissait d’une dignité plutôt subalterne, que le Kletorologion de 899 classe en sixième position en partant du bas et s’inscrivant entre le kandidatos et l’hypatos. En 842, un strator dans l’armée impériale avait droit à un salaire correspondant au grade 7 et équivalait à 144 nomismata,. 
Probablement importé de Byzance, ce titre fit son apparition en Europe occidentale à partir du milieu du VIIIe siècle. Une variante du titre (stratator) est attestée dans le royaume de Chypre en 1402.